# Silenzium
Silenzium (Силенциум, изменённое Silentium, рус. молчание) — новосибирская группа, созданная в 2004 году бывшими студентками Новосибирской консерватории. Группа была названа по стихотворению Тютчева Silentium, как поясняет лидер группы Наталья свой выбор: 
Вообще, тишина — это лучшая музыка, потому что вся музыка рождается из тишины. Даже когда вокруг безмолвие, музыка уже есть. В душе. Как говорил Пастернак, «Тишина — это лучшее, что я слышал». Сначала нет ничего, это и есть тишина. Потом из ничего появляется Вселенная.
 Название группы решено писать через букву Z, поскольку по мнению Натальи «так получается интереснее, оригинальнее и немного на итальянский манер. И чтобы все об этом спрашивали».

## История

### Начало (2004—2006)
Идейной вдохновительницей группы стала Наталья Григорьева, виолончелистка, на тот момент являвшаяся артисткой Камерного Оркестра Новосибирской Филармонии (с 2003 года) и параллельно с этим игравшая в струнном квартете Cellissimo, на обломках которого возникло два ансамбля — «Viva Cello» и «Silenzium». Первый коллектив ориентировался на фолк-рок, а второй — на более «тяжелое» звучание. Наталья играла в обеих группах. Она же стала аранжировщиком и композитором, создающим материал для группы Silenzium. Вскоре были найдены остальные участники группы — Павел и Серж, скрипки, и Миша, альт, игравшие в симфоническом оркестре филармонии. На контрабасе стал играть Владимир Драница. Таким образом, состав группы был вполне академическим — две скрипки, альт, виолончель и контрабас.
Наталья аранжирует несколько наиболее известных «металлических» произведений, и группа начинает работать над ними. К концу лета группа записывает демодиск, включающий в себя такие композиции как «Fade to black» и «Creeping death» группы Metallica, «SOS» и «Anthem of the world» группы Stratovarius, а также другие метал-хиты. Попутно становится понятно, что группе необходим ударник. И в конце лета в группу приходит Илья Гребенщиков. Работа пошла быстрее — сыгран весь имеющийся материал с ударными, аранжированы песни группы Linkin Park — «One step closer», и System of a down — «Chop Suey!». На тот момент у группы были лишь две собственные вещи, причем для композиции «Мария» тему сочинил Олег Трифонов в честь бывшей возлюбленной, а аранжировку сделала Наталья.

### Storm (2007—2009)
В начале 2007 года группа выпускает альбом «Прерванная тишина». В 2007 году группа активно выступает в Новосибирске и за его пределами.
В ноябре 2008 года состав значительно обновляется. В группу на смену скрипачу Павлу и альтисту Михаилу приходят Юлия Макарова и Мария Цеван, а на смену барабанщику Илье Гребенщикову приходит профессиональный ударник — Тимофей Темирбаев, параллельно работающий в оркестре Оперного театра. А в январе 2009 года вместо контрабаса в группе начинает функционировать бас-гитара в лице Елены Пильгуевой, контрабасистки камерного оркестра и лауреата международных конкурсов. Ольга Михайлова, скрипачка по образованию, исполняла вокальные партии в кавер-версиях песен групп Evanescence и Queen.
Как отмечала сама Григорьева, стиль группы постепенно изменялся, отходя от традиционного «металлического» звучания к более «классическому» (Наталья на тот момент сама предпочла назвать свой стиль как «newclassic»). При этом репертуар с одной стороны был значительно расширен собственными обработками «классики», с другой стороны был продолжен курс на создание собственных композиций («Северное сияние», «Aevum» и др.). Кроме того, в качестве обязательной составляющей выступления группы было решено сделать красочное шоу. Примерно в этот период группа переходит от двухцветного (белый/черный) стиля одежды к трехцветному (белый/черный/красный), а женская часть группы надевает «рожки».
В конце 2008 года выходит альбом Storm, состоящий из рок-обработок классических произведений.

### Covers (2009—2010)
В сентябре 2009 года была закончена работа над новым альбомом «Covers», состоящий из кавер-версий известных «металлических» произведений, и появились планы на запись нового альбома с предварительным названием «Northern Light», состоящего в основном из этнической музыки. Отличительной особенностью нового альбома планировалось сделать более значительное использование женского вокала.

### Улетай (2010—2011)
В существующем на тот момент составе группа выступает почти 2 года, после чего в 2010 году следует глобальное сокращение состава до 4 человек. В результате в группе остались две скрипачки, виолончелистка и ударник. Остальные партии были заменены плэйбэком. Группа в своем имидже окончательно делает ставку на сексуальность. В этом составе группа записывает альбом «Улетай», состоящий из собственных композиций Натальи Григорьевой в этно-манере.

## Составы группы
Ниже приведены все составы Silenzium с момента основания коллектива и по нынешнее время.
| 2004 — лето 2004            | - Наталья Григорьева — виолончель - Павел Крупа — скрипка - Сергей Индан — скрипка - Михаил Бугаев — альт - Михаил Ермаков — контрабас                                 |
| лето 2005 — ноябрь 2008     | - Наталья Григорьева — виолончель - Павел Крупа — скрипка - Сергей Индан — скрипка - Михаил Бугаев — альт - Владимир Драница — контрабас - Илья Гребенщиков — ударные  |
| ноябрь 2008 — январь 2009   | - Наталья Григорьева — виолончель - Юлия Макарова — скрипка - Сергей Индан — скрипка - Мария Цеван — альт - Владимир Драница — контрабас - Тимофей Темирбаев — ударные |
| январь 2009 — июнь 2010     | - Наталья Григорьева — виолончель - Юлия Макарова — скрипка - Сергей Индан — скрипка - Мария Цеван — альт - Елена Пильгуева — бас-гитара - Тимофей Темирбаев — ударные |
| июнь 2010 — октябрь 2012    | - Наталья Григорьева — виолончель - Юлия Макарова — скрипка - Анастасия Кречетова — скрипка - Тимофей Тимербаев — ударные                                              |
| октябрь 2012 — февраль 2019 | - Наталья Григорьева — виолончель - Илария Калмазан — скрипка - Елизавета Крылова — скрипка                                                                            |
| февраль 2019 — май 2022     | - Наталья Григорьева — виолончель - Мила Ройсс — скрипка - Вероника Какышева — скрипка                                                                                 |
| май 2022 — настоящее время  | - Наталья Григорьева — виолончель - Мила Ройсс — скрипка - Лиза Бабурова — скрипка                                                                                     |

## Дискография
- 2006 — Silenzium (демо, самостоятельно)
- 2008 — Storm (LP, MetalAgen Records)
- 2009 — Covers (LP, MetalAgen Records)
- 2010 — Улетай (LP, MetalAgen Records)
- 2015 — The battle goes on